# Grmičarji
Grmičarji (tudi Sani, Kungi, Bušmani) so etnična skupina domorodnih lovcev, ki živijo v južni Angoli, Bocvani, Mozambiku, Namibiji, Lesotu, Esvatiniju, Zimbabveju in Južni Afriki.

## Zgodovina
Homo sapiens se je razvil iz vrste homo erectus (človečnjak) pred okoli 100.000 leti, ko je bil slednji, sodeč po arheoloških najdbah, že dobro razširjen po Afriki, Aziji in Evropi. Homo sapiens je kmalu zatem predstavljal kulturo Bušmanov oziroma Grmičarjev. Bili so zelo dobri lovci in nabiralci.
Najverjetneje so bili prvi moderni ljudje, ki so naselili južno Afriko. Zaradi načina življenja ter velikega spoštovanja do zemlje za sabo niso puščali veliko arheoloških dokazov o svojem obstoju. Razen jamskih slikarij so Grmičarji pustili malo sledi svoje zgodnje kulture. Raziskave so pokazale, da so območje današnje južne Afrike naselili pred vsaj 25.000 leti, novejše teorije pa govorijo o naselitvi južne Afrike že pred 40.000 leti.
Pred 2000 leti so se v južno Afriko priselili govorci bantujskega jezika z delte reke Niger. Grmičarji in novi priseljenci so shajali zelo dobro, med sabo so se dobro razumeli, čeprav niso poznali pisave. O tem obdobju je znano zelo malo.
V tem času so se skupine Grmičarjev začele ukvarjati z drobnico s severa; tako je paša ponekod počasi začela prevladovati nad lovom in nabiralništvom, saj so si prizadevali za manjše črede, ki so jih potrebovali za vzrejo. Prihod drobnice naj bi spodbudil ljudstvo k zavedanju osebnega premoženja in lastnine. 
Struktura družbe se je spreminjala, kar se je kazalo v razvoju vodilnega plemena. Kojkoji ("ljudstvo ljudstev"), pleme, ki je paslo drobnico in se je ukvarjalo z vzrejo, se je začelo premikati južneje, vse do Rta dobrega upanja. Na poti so srečali Grmičarje, ki so bili lovci in nabiralci, in jih imenovali Sani. Ljudstvi sta se pomešali in spojili, tako da med njima ni bilo več razlik, njuno skupno ime je bilo Kojsani. Čez čas so se pripadniki Kojkojev ustalili na obali, medtem ko so manjše skupine Grmičarjev še vedno naseljevale notranjo Afriko.

## Poimenovanje
Ime "Bušmani" oziroma "Grmičarji" so ljudstvu pred več kot 200 leti nadeli beli raziskovalci in osvajalci.
"Sani" so jih imenovali njihovi etnični sorodniki in zgodovinski tekmeci, Kojkoji. V namščini (ljudstvo Nami) izraz "san" pomeni "potisnjen na rob, odmaknjen" ter ima izrazito nespoštljiv in negativen prizvok; Grmičarji so bili ob tem imenovanju postavljeni na raven živali (beseda "san" se v drugem pomenu nanaša predvsem na živali), kar je nakazovalo, da so Kojkoji večvredno ljudstvo in višje na družbeni lestvici.
V 70-ih letih dvajsetega stoletja so zahodni antropologi prevzeli izraz "San" za ime ljudstva in se je uveljavilo v akademskih in strokovnih krogih. Izraz "Bušman" oziroma "Grmičar" je sicer danes splošno uveljavljen in uporabljen, vendar si mnenja o uporabi izraza pogosto nasprotujejo, saj je izraz sam pogosto razumljen kot nespoštljiv oziroma kot žaljivka.

## Družba in skupnost

### Skupnost
Grmičarji se povezujejo v družinske skupnosti oziroma majhne skupine. Večinoma so nomadi, kar pomeni, da se selijo iz enega mesta v drugo, da bi našli hrano za preživetje. Njihov sistem družinske povezanosti lahko primerjamo s sistemom Eskimov, prav tako pa lahko pri opisovanju njihovih skupnosti uporabljamo enake izraze kot za opisovanje v zahodnem svetu, npr. pravilo starejšega ali pravilo poimenovanja stvari, oseb. Pravilo starejšega določa, da se starejši med dvema odloči, kakšen položaj v skupnosti bo zasedel mlajši, itd. 

### Jezik
Njihov jezik je izredno zanimiv, saj je sestavljen iz besed in klikov. Kliki, ki jih kot dele besed najdemo samo v Afriki, so dejansko sesanje jezika, vendar se lega jezika in zračne poti razlikujejo med sabo. Kliki so lahko dentalni, alveolarni, alveolno-palatalni, cerebralni, lateralni, labialni ali retrofleksni; zvočni, nezvočni ali nazalni.
- "/" Prvi izmed klikov (dentalni) se sliši kot "tsk, tsk!" in ga tvorimo, če jezik postavimo za sprednje zobe.

- "≠" Drugi klik (alveolarni) je mehek, tvorimo ga, če damo jezik na ustno nebo.

- "!" Tretji klik (alveolno-palatalni) je oster in ga tvorimo, če jezik hitro potegnemo z neba navzdol.

- "//" Četrti (lateralni) je enak zvoku, s katerim pokličemo konja.

V vseh jezikih Grmčarjev je šest različnih klikov, vendar je verjetnost, da so v uporabi vsi, majhna. Nekateri bantujski jeziki, predvsem zulujščina in ksoščina, so prevzeli klike iz sanščine.

### Lov, dolžnosti
Njihova tradicionalna oprema je sestavljena iz vrvi, odeje, pregrinjala, imenovanega kaross, s katerim nosijo hrano, dračje, s katerim si kjer koli zakurijo ogenj, manjših vreč ter manjšega ogrinjala, s katerim na hrbtu nosijo otroke. Ženske so nabiralke rastlin (rastline imajo veliko vlage) ter manjših živali, medtem ko moški z lokom ali kopjem lovijo večje živali s puščicami, katerih konice so napojene z močnim strupom iz ličink nekega hrošča. Luknje kopljejo v suhih rečnih koritih ter shranjujejo vodo v lupine nojevih jajc. Vodo dobijo tudi iz želodčne vsebine ubitih antilop ter lubenic (tsamma), ki jih pojejo do 3 kg na dan. Ker otroci nimajo dolžnosti, le občasne naloge, se lahko ves dan mirno igrajo. Počitek je za Grmičarje zelo pomemben; veliko časa namenijo pogovorom, šaljenju ter plesu.

### Naselja
Med selitvami in nenehnim iskanjem zelenih rastlin si Grmičarji zgradijo začasna bivališča iz blata in vej, ki so zanje streha nad glavo v deževnem obdobju. Ko je suša, pa si okoli luknje z vodo zgradijo stalnejše in trdnejše bivališče. Mrzli zimi, ko so nabrali večino jesenskih plodov, sledi vroča in suha pomlad; v tem obdobju ni veliko zelenih rastlin (zato se več časa zadržijo na enem mestu) in meso postane glavna hrana.

### Ureditev
Tradicionalno so Grmičarji skupnost enakopravnih ljudi in čeprav so imeli plemenske poglavarje, je bila njihova moč omejena in vse večje odločitve so sprejemali skupaj na podlagi dogovora in posvetovanja. Položaj žensk v skupnosti je precej enakopraven. Ženske začnejo rojevati, ko so stare 18 ali 19; prvi menstrualni ciklus se zaradi nizkokalorične in hrane z malo maščob začne pozneje kot pri drugih ženskah. Zanosijo vsaka štiri leta, kar je posledica pomanjkanja mleka za več kot enega otroka ter težav pri nošnji otroka na hrbtu.
Otroci so lepo vzgojeni in imajo s starši in skupino dobre odnose. Večino dneva se igrajo skupaj ne glede na spol. Učijo jih enakopravnosti med spoloma in jih spodbujajo k izražanju čustev.

## Religija, verovanje
Najpomembnejše duhovno bitje južnih Grmičarjev je '/Kaggen', ki naj bi ustvaril mnogo stvari in se pojavlja v več mitih. Njegovo ime lahko prevedemo v mantis, ki je angleška beseda za bogomolko. Na podlagi prevoda imena se je razvila napačna teorija, da Grmičarji častijo to žival. /Kaggen/ ni bogomolka, temveč je le ena izmed njegovih oblik, med katerimi so tudi kača, puščavski zajec, jastreb itd. Kadar /Kaggen/ ni v živalski obliki, je običajen človek, ki živi kot običajen Grmičar.
Njihova sveta žival je antilopa, ki se pojavlja pri štirih obredih: fantovem prvem uboju živali, dekletovi puberteti, poroki in plesu v transu. Grmičarji verjamejo, da je bila antilopa /Kagganova/ najljubša žival.
- Fant postane moški, ko ubije svojo prvo antilopo; to je obred iniciacije. Najprej jo po navodilih starešin izsledi ter ubije z enim samim strelom z lokom. Antilopi slečejo kožo in iz maščobe njenega vratu skuhajo juho, ki mladega moškega še posebej okrepi.

- Ko dekle dobi prvo menstruacijo, jo osamijo; zaprejo jo v njeno kočo. Ženske se zberejo in zaplešejo paritveni ples antilop, pri samem plesu pa najpogosteje na glavi nosijo rogove antilop. Ta obred dekletu zagotavlja lepoto in ter jo obvaruje pred pomanjkanjem.

- Pri obrednem plesu si šamani želijo antilopine moči in vzdržljivosti.

- Del poročnega obreda je, da moški staršem svoje žene podari antilopino maščobo. Nato žensko s to maščobo namažejo po celem telesu.

Sodobni Grmičarji, ki živijo na območju Kalaharija, verujejo v dve božanstvi; v eno, ki živi na vzhodu, ter drugo, ki živi na zahodu. Tako kot južni Grmičarji verjamejo v življenje po smrti, vendar ne v smislu poveličevanja prednikov, temveč zanje menijo, da prinašajo bolezen in smrt. Zdravilci preostale pripadnike skupnosti varujejo pred temi zli duhovi ter boleznimi.

## Umetnost
Poslikave jamskih in preostalih sten datirajo tudi do 100.000 let nazaj. Gall pravi: »Nenavadno, vendar so poslikave živali, lovcev in polčloveških figur še danes zelo žive. Ti hibridi, figure, ki so polčlovek in polžival, naj bi bili njihovi zdravilci.«
Najbolj znana stenska poslikava je poslikava v Tsodilu, ki prikazuje dva veličastna bika. Na isti skali je naslikana tudi žirafa, ki vzbudi občutek strahu pred plenilcem. Na steni je sicer še več manjših poslikav skupaj z odtisi rok, ki so najverjetneje podpis neznanega avtorja.
Dowson pravi, da se lahko iz umetnosti Grmičarjev veliko naučimo: »V tej umetnosti je veliko simbolov in metafor.« Biki so npr. pomenili poroko ali zdravilne obrede. Prav tako pa lahko na podlagi poslikav sklepamo o njihovem načinu življenja; pogosti motivi so »dežni plesi«, pri katerih so  padli v trans; hoteli so uloviti eno izmed dežnih živali (nilski konj, antilopa, ribe), katerih kri in mleko bi se spremenila v dež. Osebe so bile naslikane enako, nobena ni izstopala; tudi če so imeli zdravilci posebne moči, so bili le običajni ljudje (namen zdravilstva ni bil povzpeti se po družbeni lestvici, temveč delati dobro za celo skupnost). Kljub temu pa na več poslikavah vidimo ljudi, ki imajo živalsko glavo ali živalski kakšen drug del telesa, saj so verjeli, da bodo, če se bodo zamaskirali, lažje prišli bliže čredi.
Za poslikave so najpogosteje uporabljali rdeč kamen, ki so ga zdrobili in nato zmešali z maščobo. To barvo so nato nanesli na kamen oziroma skalo s pomočjo čopiča, narejenega iz živalskih dlak ali perja.

## Zdravilni plesi
Zdravilna dejavnost je pomemben del njihove kulture; njihov sistem zdravljenja s transom se je razvijal v stoletjih. To so plesi, ki trajajo celo noč, zdravilec pade v trans, da lahko ozdravi posamezno bolezen. Pogosto so plesi spremljani z bobni, nemalokrat pa na drevo privežejo darove za živalske duhove.

### Obred
Potek plesa: ženske krožijo okoli ognja (s svojimi otroki na hrbtih) in s falzetom ob hitrem ploskanju pojejo posebne pesmi. Moški drug za drugim krožijo okoli njih s kratkimi, a močnimi koraki, vse skupaj pa spremlja močan zvok tolkal. Ples je dejansko zelo zapleten vzorec glasov in ritmov, ki se jih posameznik začne učiti že v zgodnjem otroštvu.
Zdravilec svoj obred začne z umivanjem svojih rok v ognju, nato zlo iz osebe izsesa tako, da eno roko položi na njen hrbet in drugo na trebuh, osredotoči pa se na problematičen del telesa. Ne zdravijo pa samo bolezni, temveč tudi izničijo množične obsedenosti, npr. ljubosumje, jezo, prepirljivost itd.

### Zdravilci
Zdravilci, ki so v večini moški, ki plešejo, so v obredu tako dovzetni za energijo, da je lahko zelo nevarna; med to izkušnjo ne smejo s prstom kazati na druge, predvsem na otroke, ker bi jih lahko tudi ubili. Da pa lahko zdravijo, morajo najprej prebuditi svoje srce, kar dosežejo s posebno preobrazbo po bolečem prehodu v posebno stanje zavesti, imenovano !kia, iz katerega črpajo svojo moč in energijo oziroma n/um. 
»"V svojem posebnem stanju zdravilci včasih tudi hodijo po žerjavici ter vidijo notranjost ljudi«, poroča Elizabeth Marshall. Po pričevanju oseb je nekoč duša zdravilca zapustila naselje ter se naselila v skupini levov, ki so povzročali težave preostalim ljudem. Duša jim je naročila, naj prenehajo in levi nato res niso več napadali ljudi. 
Plesi, ki trajajo celo noč, so pogosto zelo naporni. Ravno ob sončnem vzhodu se moč plesa poveča in petje postane glasnejše, nato pa se obred nenadoma konča. Podnevi udeleženci plesa počivajo, naslednje jutro pa si pripovedujejo o izkušnjah.

## Spor z bocvansko vlado
Sredi 90-ih let dvajsetega stoletja je bocvanska vlada začela uresničevati načrt, s katerim je želela Grmičarje preseliti iz narodnega parka v puščavi Kalahari, v katerem so se njihovi predniki naselili že pred 20.000 leti, v novo zgrajena naselja. Bocvanska vlada je med letoma 1997 in 2002 iz narodnega parka Kalahari izselila okoli 2000 Grmičarjev. Kljub temu da je vlada ostro zanikala, da je bila izselitev prisilna, je sodišče razsodilo, da je bila premestitev v neskladju z zakonom. Uradni razlogi za vladni ukrep so bili: »Postalo je jasno, da večina prebivalcev tega območja ne želi več živeti kot lovci in nabiralci, temveč želijo postati prebivalci stalnih naselij ter se ukvarjati s kmetijstvom. Toda to območje ni primerno za kmetovanje, preživljali se z lovom in nabiralništvom tako kot njihovi predniki, ker ni bilo druge možnosti.«
Po mnenju Bušmanov in zahodnih nevladnih organizacij se je vlada za selitev odločila, ker naj bi se na ozemlju začel izkop diamantov. Vlada to zanika in trdi, da jih je preselila, ker naj bi ogrožali divje živali, poleg tega jim življenje v narodnem parku preprečuje vključevanje v družbo. Tam so tudi brez možnosti za izobraževanje in zdravstveno oskrbo. A sami pravijo, da si tega ne želijo. Z izgonom v puste kampe jim je bilo onemogočeno uporabljati tradicionalne lovske spretnosti, ki jih za ohranjanje svojega življenja nujno potrebujejo.
Poleg vsega tega Grmičarji niso bili priznani kot eno izmed uradnih plemen oziroma ljudstev v bocvanski ustavi ter posledično nimajo dovolj pravic in politične moči. Njihova kultura se je namreč že generacije prepletala s preostalimi južnoafriškimi kulturami, a se po posameznih značilnostih ločijo od večine Afričanov.
13. decembra 2006 je sodišče razsodilo Grmičarjem v prid; vladni postopki prisilne izselitve so bili nezakoniti, zato so se smeli vrniti v narodni park. Kljub temu vlada ni poskrbela za vodo in druge življenjske potrebščine tistih, ki se bodo v park vrnili.